# Hmat

hmatu se užívá při čtení Braillova písma

Hmat je fyzický vjem, tradičně řazený mezi pět smyslů. Ve skutečnosti je hmat spíše soubor několika různých smyslů, které pomocí receptorů v kůži umožňují získávat vjemy z bezprostředního okolí: o tlaku - merkelova buňka, bolesti - nociceptor, chladu - krauseovo tělísko, teplotě - ruffiniho tělísko, vibracích. Souhrnně se tyto stimulace nazývají taktilní kontakt.

## Hmatové/dotykové vnímání
- Taktilní vnímání (tactile perception): dotyk statického subjektu
- Haptické vnímání (haptic perception): dotyk pohybujícího se subjektu (vibrace atp)

## Hmatové receptory
Hmatové receptory jsou po pokožce rozprostřeny s různou hustotou: Nejméně jich je na zádech, naopak hmatově nejcitlivější jsou konečky prstů, špička jazyka a genitálie. Hustoty receptorů po těle se liší řádově.

## Čtení hmatem
Slepí lidé nemohou číst zrakem, proto se učí zvláštní abecedu z vyvýšených bodů, zvanou Braillovo písmo: Skupiny výstupků nahmatávají špičkami prstů.